# 利原郡
利原郡（リウォンぐん）は、朝鮮民主主義人民共和国の東北部、咸鏡南道に属する郡。
大韓民国における朝鮮語の発音・表記法では이원（イウォン）となる。

## 地理
東は日本海に面し、北は磨雲嶺を越えて端川市、西は徳城郡、南に北青郡と接する。三方は山に囲まれており、日本海に注ぐ南大川が小さな平野を形成する。
最高峰は北青郡との境界の大徳山（1442m）。

## 行政区画
1邑・3労働者区・21里を管轄する。
| - 利原邑（リウォヌプ） - 羅興労働者区（ラフンノドンジャグ） - 遮湖労働者区（チャホロドンジャグ） - 滑石労働者区（ファルソンノドンジャグ） - 谷口里（コックリ） - 穀倉里（コクチャンニ） - 旧邑里（クウムニ） - 奇巌里（キアムニ） - 多宝里（タボリ） - 大徳里（テドンニ） - 龍北里（リョンブンニ） - 栗枝里（リュルチリ） - 文仰里（ムナンニ） | - 城谷里（ソンゴンニ） - 松洞里（ソンドンニ） - 松亭里（ソンジョンニ） - 塩城里（ヨムソンニ） - 院四里（ウォンサリ） - 楡城里（ユソンニ） - 場築里（チャンチュンニ） - 中坪里（チュンピョンニ） - 清山里（チョンサンニ） - 豊岩里（プンアムニ） - 学士台里（ハクサデリ） - 荷田里（ハジョンニ） |

## 歴史
古くは南沃沮・高句麗の領域であった。新羅の真興王はこの地域までを領域に収め、磨雲嶺碑を立てた。その後は渤海・女真に属した。高麗が領域に収めたのち、1258年に元の支配下に入り、以後100年近くにわたって双城総管府に属した。時利と呼ばれていたこの地は、1356年に高麗によって端川に編入された。
朝鮮王朝の世宗代、磨雲嶺以南が分割されて利城県が設置された。18世紀末の正祖代に、王の姓諱と類似の音となることを避け、利原県と改められた。
1895年には利原郡となり、1914年の行政区画改変によって現在の郡の範囲がほぼ定まった。1945年8月15日時点では、3面78里から構成されていた。
北朝鮮成立後の1952年12月に行われた行政区画の再編が行われ、22里から構成される現在の利原郡となった。

### 年表
この節の出典
- 1914年4月1日 - 郡面併合により、咸鏡南道利原郡に以下の面が成立。(3面)
  - 西面・東面・南面
- 1930年 - 西面が利原邑に昇格。(1邑2面)
- 1941年4月1日 - 南面の一部が分立し、遮湖邑が発足。(2邑2面)
- 1943年 - 南面が遮湖邑に編入。(2邑1面)
- 1945年 (4面)
  - 利原邑が西面に降格。
  - 東面が利原面に改称。
  - 遮湖邑が分割され、遮湖面・南松面が発足。
- 1952年12月 - 郡面里統廃合により、咸鏡南道利原郡利原面・西面・南松面・遮湖面をもって、利原郡を設置。利原郡に以下の邑・労働者区・里が成立。(1邑2労働者区20里)
  - 利原邑・場築里・清山里・大徳里・城谷里・豊岩里・学士台里・谷口里・旧邑里・龍北里・荷田里・松洞里・文仰里・院四里・穀倉里・松亭里・塩城里・多宝里・中坪里・五一里・遮湖労働者区・鯨浦労働者区・楡城里
- 1954年 (1邑2労働者区19里)
  - 五一里の一部が分立し、羅興労働者区が発足。
  - 五一里の残部・遮湖労働者区の一部が中坪里に編入。
  - 鯨浦労働者区が遮湖労働者区に編入。
- 1974年5月 - 端川郡奇巌里・龍興里・元山里を編入。(1邑2労働者区22里)
- 1981年2月 - 龍興里・元山里が端川郡に編入。(1邑2労働者区20里)
- 1991年 (1邑3労働者区21里)
  - 穀倉里の一部が分立し、栗枝里が発足。
  - 羅興労働者区の一部が分立し、滑石労働者区が発足。

## 産業
郡南部の遮湖労働者区には、東洋有数の赤鉄鉱鉱山である利原鉱山があり、鉱業・製鉄業が行われている。

## 交通

### 鉄道
- 平羅線
  - 羅興駅 - 曽山駅 - 塩盆駅 - 松端駅 - 利原駅 - 双岩駅 - 谷口駅 - 奇巌駅
- 利原線
  - 利原鉄山駅 - 羅興駅 - 曽山駅 - 遮湖駅